# Christian Gerhard Offerhaus
Christian Gerhard Offerhaus (getauft 13. März 1674 in Hamm; † 31. Dezember 1758 in Deventer) war von 1697 bis 1701 Professor der Philosophie am Akademischen Gymnasium in Hamm.

## Familie
Christian Gerhard Offerhaus wurde am 13. März 1674 in Hamm als Sohn des Rentmeisters Leonhard Offerhaus († 1698) und seiner Ehefrau Elisabeth geb. Boenen († 1718) getauft. Sein Sohn Leonhard Offerhaus († 1779) war Professor der Geschichte und Beredsamkeit in Lingen, später in Groningen.

## Leben
Christian Gerhard Offerhaus immatrikulierte sich für ein Studium der Theologie 1691 in Harderwijk, 1693 aber in Franeker. Von 1697 bis 1701 war er als Professor der Philosophie und Beredsamkeit am Akademischen Gymnasium in Hamm tätig. Von 1702 bis 1708 bekleidete er die Stelle des ersten reformierten Predigers in Wesel. 1708 folgte er einem Ruf an das Akademische Gymnasium von Deventer, wo er 45 Jahre als Professor der Theologie seiner Lehrtätigkeit nachging, bis er am 11. September 1753 emeritiert wurde. Christian Gerhard Offerhaus verstarb in Deventer am 31. Dezember 1758.